# 鉄腕ブレイク
『鉄腕ブレイク』（てつわんブレイク）は、篠原知宏による日本の漫画作品。
『週刊少年マガジン』（講談社）にて2008年6号から18号まで連載された。ホッケー監修は“HOLY”堀川雅光。
アイスホッケー部に所属する主人公の成長を描いたスポーツ漫画である。しかし作中の試合の描写は星条学園と麻生西高校の練習試合1試合（単行本第2巻に40ページ程）のみ、しかも未決着である。また、出場する選手は両校ともスターティングメンバーの6人のみとなっている。

## あらすじ
浜名アキは1年前に星条学園のアイスホッケーの試合を見て感動し、インターハイ出場を夢見て東京都から北海道にやって来た。だがエースだった入江シュウの死により部員が激減していた。部員が足りないアイスホッケー部から最初は歓迎されるが、シュウと同じく右腕が壊れていたため副部長の木戸から拒否される。部長の倉田から入部テスト代わりに木戸とのアイスホッケー勝負を提案されるが･･･!?

## 登場人物

### 星条学園
北海道札幌市の高等学校。中等部もあり、学内にアイスリンクを所持している。アキを含めても選手は6人しかいない。

#### 選手
浜名 アキ（はまな アキ）
本作の主人公。シュウに憧れ星条学園に1ヶ月遅れで入学した1年生。赤ん坊の頃事故に巻き込まれた右腕を何度も治療しており多数の傷痕が残っている。アイスホッケーでインターハイに出ることを夢見ている。入学前に見よう見まねで1年間練習をしていたため下半身が強く、シュートの才能もある。しかしスケーティングは一歩目だけは速いものの素人同然で氷上では体力が持たない。背が低くまっすぐな性格である。背番号17、ライトハンド。ポジションはライトウイング。年の離れた姉がいて、金髪は祖父がアメリカ人のため遺伝である。
木戸 利己（きど としき）
3年生。アイスホッケー部の副部長。背番号1、ポジションはゴールキーパー。黒髪単発で眉毛が濃く恵まれた体格をしている。真面目で少し傷つきやすい性格。
倉田 迅（くらた じん）
3年生。アイスホッケー部の部長でキャプテン。サラサラの長髪をした軽いノリをしたイケメン。一見何を考えているのかわからないが誰よりもチームの事を考えていて本当は熱い性格。背番号9、レフトハンド。ポジションはセンターフォワードでキープ力に定評がある。
刈谷 晋悟（かりや しんご）
2年生。少し皮肉った性格。普段は帽子を被っている。部室にエロ本を隠していて自称貧乳派である。背番号5、レフトウイング、ライトハンド。
小学生の頃、浅野・古賀と同じアイスホッケークラブに入っていて最後の試合で苫小牧のチームに勝利したが、本来の力を発揮できず活躍できなかったため引け目を感じていた。中学校では美人の先輩目当てに弓道部に入部、後に失恋し浅野らの説得によりアイスホッケーへと戻る。
浅野 春助（あさの しゅんすけ）
2年生。背が高く眼鏡をかけている。背番号3、ディフェンス、レフトハンド。
中等部では不真面目な先輩にやる気を出させるために献身的に雑用をこなしていたが、効果がなく逆にいじめを受けていた。
古賀 悠（こが ゆう）
2年生。背が低く物静かな性格だが短気で喧嘩が強い。背番号23、ディフェンス、レフトハンド。

#### その他
入江 愁（いりえ しゅう）
無名の星条学園をまとめ上げた元エース。インターハイ出場が決定する直前の試合で交通事故に遭い一年前に死亡。小学校2年生の時に事故で怪我した右腕を何度も治療した痕があった。特殊なスティックを使用し、「スラップショット」を得意としていた。また、毎晩遅くまで練習をしていた。背番号18、ライトハンド。
小学校6年生の時に東京のクラブと合同練習で遠征した際、小学校4年生のアキと出会った。単行本で本名が判明したが作中ではシュウで統一されている。
入江 千夏（いりえ ちか）
シュウの妹でアイスホッケー部のマネージャー。浜名と同じクラスの1年生。シュウのスティックをアキに渡す。髪型は短い三つ編みのおさげ。

### 四室高校
毎年1回戦負けの高校。
宮内（みやうち）
キャプテン。迅とは中学時代に札幌市内の同じクラブに所属していた。告白して振られた女が迅を好きだったため、迅に執拗に絡む。髪型はパーマで下睫毛が長い。

### 麻生西高校
檜垣 健介（ひがき けんすけ）
雑誌で特集されるほどの1年生エース。性格は暗く冷静だが電波系で思い込みが激しく自意識過剰である。中学までは星条学園に通っており、生前のシュウと共に遅くまで練習をしていた。現在も夜に星条高校のアイスリンクを借りて練習をしている。休みの日は家業である書店の手伝いをしている。自称“犯した罪”から外部の麻生西を受験したり、強引に練習試合を申し込む、他人のスティックを折らせろと要求するなどの奇行が目立つ。背番号10、センターフォワード、ライトハンド。背が低く眉毛が濃く太い。
高村 久人（こうむら ひさと）
3年生。キャプテン。眼鏡をかけていて指で押さえる癖がある。背番号3。
蓮 大河（はらす たいが）
2年生。長身で口が悪い。背番号28。

## 物語の舞台
本作品の舞台は北海道札幌市であり、登場する高校や施設などは、基本的に架空の名称が使われている。
作品内では札幌市内だけでアイスホッケーを行う高校が大量に存在し、星条学園は札幌の4大有力校（麻生西、真駒内南、白陵札幌）のひとつと言われていた。

## その他
- 登場人物の大半は週刊少年マガジン連載中は下の名前が明らかにされておらず、単行本第2巻の後書きで初めて判明した。
- 第4話においてスポーツテストの50メートル競走らしき描写で5秒5（世界記録）で走る生徒が登場する。

## 単行本
講談社コミックスより全2巻。第2巻に刈谷が主役の描き下ろし番外編「Run Away」が収録されている（28ページ）。また1,2巻ともに巻末にあとがきが1ページ掲載されている。
1. 2008年4月17日発売、ISBN 978-4-06-363981-0
2. 2008年5月16日発売、ISBN 978-4-06-363992-6